# 낸시 파슨스
낸시 파슨스(Nancy Parsons, 1942년 1월 17일 ~ 2001년 1월 5일)는 미국의 연극 배우, 영화배우, 텔레비전 배우이다.
세인트폴에서 태어났으며 라크로스에서 사망하였다. 사인은 당뇨병이다.

## 영화
- 바람의 딸 (1994년)
- 마법사 지니 (1992년)
- 레이디뻑 (1992년)
- 데스 폴스 (1991년)
- 실루엣 (1990년)
- 철목련 (1989년) - 제니스 역
- 포키스 3 (1985년)
- 포키스 2 (1983년)
- 더티 해리 4 - 써든 임팩트 (1983년)
- 포키스 (1981년)
- 지옥의 모텔 (1980년)
- 레이디 (1979년)
- 로즈 가든 (1977년)
- 우리 생애 나날들 (1965년)